# جودي جونسون
جودي جونسون (بالإنجليزية: Judy Johnson)‏ هو لاعب كرة قاعدة أمريكي، ولد في 26 أكتوبر 1899 في سنو هيل في الولايات المتحدة، وتوفي في 15 يونيو 1989 في ويلمنغتون في الولايات المتحدة.

## وصلات خارجية
- جودي جونسون على موقعبيزبول رفرنس.كوم (الدوري الرئيسي) (الإنجليزية)
- جودي جونسون على موقع جمعية أبحاث البيسبول الأمريكية (الإنجليزية)
- جودي جونسون على موقع قاعة مشاهير كرة القاعدة (الإنجليزية)

- جودي جونسون على موقع الموسوعة البريطانية (الإنجليزية)